# Centurione I Zaccaria
Centurione Zaccaria (1336 – 1382) era un potente nobile del Principato di Acaia, nella Francocrazia.
Nel 1345 succedette al padre, Martino Zaccaria, come barone di Damala e signore di una metà della baronia di Chalandritsa, e nel 1359 acquisì l'altra metà. Nel 1370 circa fu nominato Megas Konostablós d'Acaia e ricevette anche la baronia di Estamira. Ricoprì anche per tre volte la carica di bailvo (viceré) per i governanti angioini del principato.
Morì nel 1382, durante il suo terzo mandato come balivo.
Dal matrimonio con una donna della Dinastia Asen ebbe i seguenti figli:
- Andronico Asen' Zaccaria, Barone di Chalandritsa e Arcadia, padre di Centurione II Zaccaria, Principe di Acaia nel 1404-1432[4]
- Martino, noto solo per la sua partecipazione alla battaglia di Gardiki nel 1375.[5]
- Maria II Zaccaria, sposò Pietro Bordo di San Superano, principe d'Acaia nel 1396-1402; reggente d'Acaia nel 1402-1404.[4]

## Ascendenza
|                        |                    |                   | Genitori |  |  | Nonni              |  |  | Bisnonni             |  |
|                        |                    |                   |          |  |  | Paleologo Zaccaria |  |  | Benedetto I Zaccaria |  |
|                        |                    |                   |          |  |  | Paleologo Zaccaria |  |  | Benedetto I Zaccaria |  |
|                        |                    | ? Paleologina     |          |  |  | Paleologo Zaccaria |  |  |                      |  |
| Martino Zaccaria       |                    |                   |          |  |  | Paleologo Zaccaria |  |  |                      |  |
|                        |                    | Giacomina Spinola | …        |  |  |                    |  |  |                      |  |
|                        |                    | Giacomina Spinola | …        |  |  |                    |  |  |                      |  |
|                        |                    | Giacomina Spinola | …        |  |  |                    |  |  |                      |  |
| Centurione I Zaccaria  |                    | Giacomina Spinola |          |  |  |                    |  |  |                      |  |
|                        | Renaud de la Roche | …                 |          |  |  |                    |  |  |                      |  |
|                        | Renaud de la Roche | …                 |          |  |  |                    |  |  |                      |  |
|                        | Renaud de la Roche | …                 |          |  |  |                    |  |  |                      |  |
| Jacqueline de la Roche | Renaud de la Roche |                   |          |  |  |                    |  |  |                      |  |
|                        |                    | …                 | …        |  |  |                    |  |  |                      |  |
|                        |                    | …                 | …        |  |  |                    |  |  |                      |  |
|                        |                    | …                 | …        |  |  |                    |  |  |                      |  |
|                        |                    | …                 |          |  |  |                    |  |  |                      |  |